# Bénédict Gillès de Pélichy
Bénédict Gillès de Pélichy (Brugge, 17 juni 1885 - 5 augustus 1928) was burgemeester van het Belgische Snellegem.

## Levensloop
Baron Bénédict Jean Marie Charles Ghislain Gillès was een telg uit het geslacht Gillès en de jongste van de drie zoons van baron Alexandre Gillès de Pélichy (1844-1926) en barones Savina van Caloen (1850-1921). Hij was de broer van Charles Gillès de Pelichy en Raphaël Gillès de Pélichy (1875-1967). Dom Gerard van Caloen, stichter van de abdij van Zevenkerken, was zijn oom.
De Eerste Wereldoorlog bracht hij hoofdzakelijk in zijn woning Geerwijnstraat in Brugge door. In 1919 werd hij schepen en in 1924 burgemeester van Snellegem. Hij bewoonde er met zijn gezin een kasteel dat geërfd was van de familie le Bailly de Tilleghem. Hij was van zwakke gezondheid en was pas drieënveertig toen hij stierf. Zijn weduwe volgde hem op als burgemeester van Snellegem.
Hij trouwde in 1907 met barones Adrienne le Bailly de Tilleghem (1883-1956) en ze kregen negen kinderen: 
- Adrien Gillès de Pélichy (1909-1979) trouwde met Godelieve Fraeys de Veubeke (1910-2003).  Hij werd, tijdens de Tweede Wereldoorlog, als vertegenwoordiger van Rex, schepen van Groot-Brussel en vervolgens gouverneur van de provincie Brabant. Na de oorlog liep hij een veroordeling op en verloor hij zijn adellijke status en titel, in tegenstelling tot zijn zeven kinderen die zowel status als titel behielden. Nadat hij zijn straf had uitgezeten, vestigde hij zich met vrouw en kinderen in Nice.
- Maria Gillès de Pelichy (1910-1983) x Jacques de Laveleye (1906-1988). Ze speelde gedurende korte tijd, voor haar huwelijk, een rol in het leven van de Duitse romancier Joseph Roth.
- Geneviève Gillès de Pelichy (1911-2003) x baron Yves de Brouwer (1907-1984).
- baron Jean Gillès de Pelichy (1913-2007), benedictijn en missionaris in Zaïre.
- Clotilde Gillès de Pelichy (1914-2014) x José de Schietere de Lophem (1913-1996), burgemeester van Oedelem.
- baron Baudouin Gillès de Pélichy (1915-1997), burgemeester van Snellegem, x Cecile della Faille de Leverghem (1906-2000).
- baron Daniel Gillès de Pélichy (1917-1981), advocaat, romanschrijver en biograaf onder de naam Daniel Gillès, x Simone Lambinon (1918-2004).
- Baron Albert Gilles de Pelichy (1918-2000) x Edith de Brouwer (1921-2011).
- Marguerite Gillès de Pelichy (1920-2004), benedictines.